# Jōgen (Heian-Zeit)
Jōgen (japanisch 貞元) ist eine japanische Ära (Nengō) von  August 976 bis Dezember 978 nach dem gregorianischen Kalender. Der vorhergehende Äraname ist Ten’en, die nachfolgende Ära heißt Tengen. Die Ära fällt in die Regierungszeit des Kaisers (Tennō) En’yū.
Der erste Tag der Jōgen-Ära entspricht dem 11. August 976, der letzte Tag war der 30. Dezember 978. Die Jōgen-Ära dauerte drei Jahre oder 872 Tage.

## Ereignisse
- 976 Der Äraname wird infolge eines Erdbebens und Großbrandes, durch den der Kaiserpalast zerstört wird, in Jōgen geändert[2]